# Święto Piernika
Święto Piernika – impreza o charakterze kulinarno-etnograficznym organizowana w latach 2002–2020 roku w Toruniu przez Fabrykę Cukierniczą „Kopernik”. Wydarzenie nawiązuje do „Święta Piernika” obchodzącego w okresie międzywojennym, które zawieszono po II wojnie światowej. Inicjatorem święta była toruńska redakcja „Gazety Wyborczej”. W 2016 roku wydarzenia związane ze „Świętem Piernika” odbywały się na Bulwarze Filadelfijskim, w Muzeum Toruńskiego Piernika (filii Muzeum Okręgowego w Toruniu), przy ruinach Zamku krzyżackiego oraz przy Ratuszu Staromiejskim. Co najmniej do 2014 roku część wydarzeń w ramach Święta Piernika odbywała się w Muzeum Etnograficznym im. Marii Znamierowskiej-Prüfferowej w Toruniu. Festiwal miał kilkuletnią przerwę, jego reaktywacja miała miejsce w 2014 roku. Z powodu pandemii COVID-19 w 2020 roku zakończono organizację festiwalu. Został on zastąpiony Świątecznym festiwalem toruńskiej Katarzynki.